# تايلر ثورنتون
تايلر ثورنتون (5 أبريل 1992 في الولايات المتحدة - ) (بالإنجليزية: Tyler Thornton)‏ هو لاعب كرة سلة أمريكي في مركز هجوم خلفي. لعب مع دوق بلو ديفلز للرجال.

## وصلات خارجية
- تايلر ثورنتون على موقع كلية كرة السلة في سبورتس رفرنس.كوم (الإنجليزية)
- تايلر ثورنتون على موقع بروبوليرز (الإنجليزية)